# Geoarcheologie

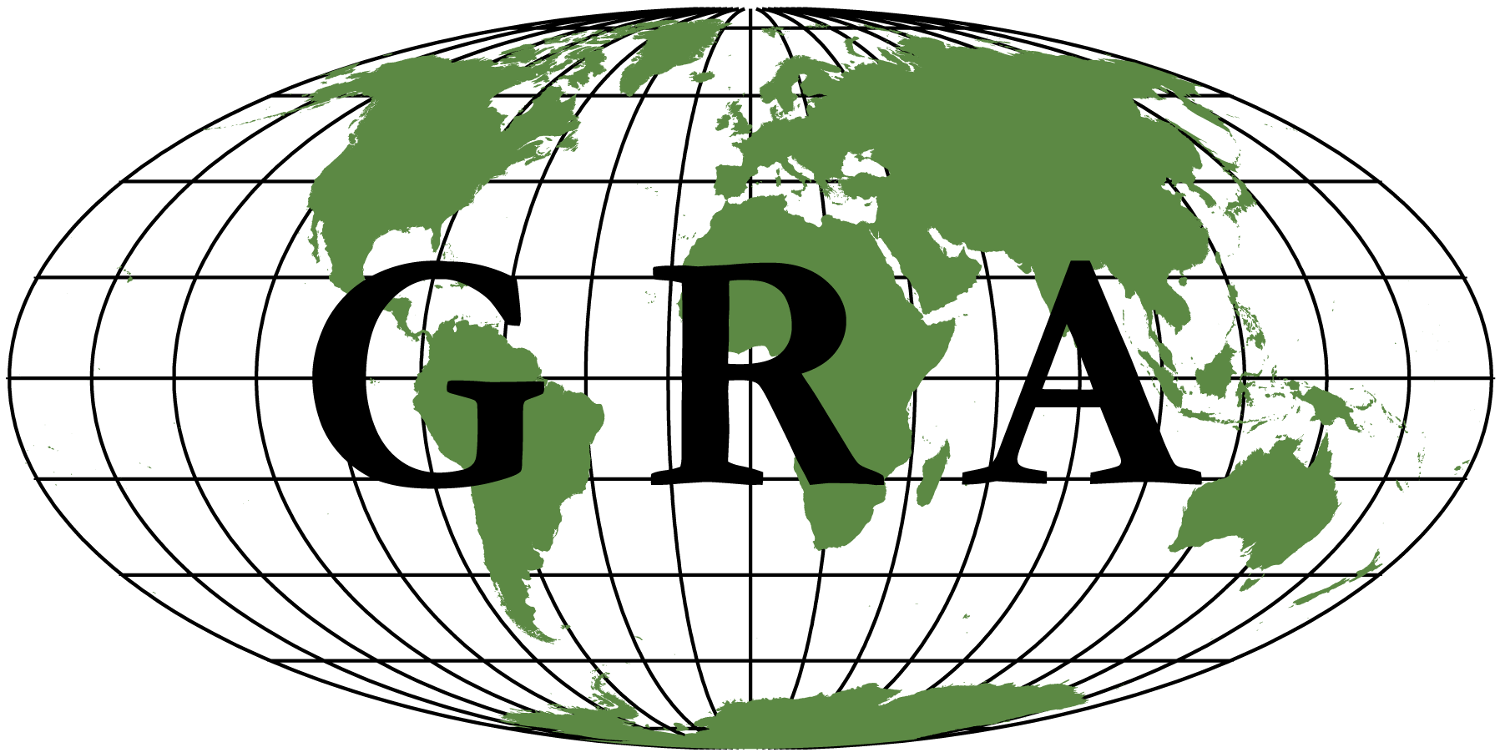
Geoarcheology Research Associates logo

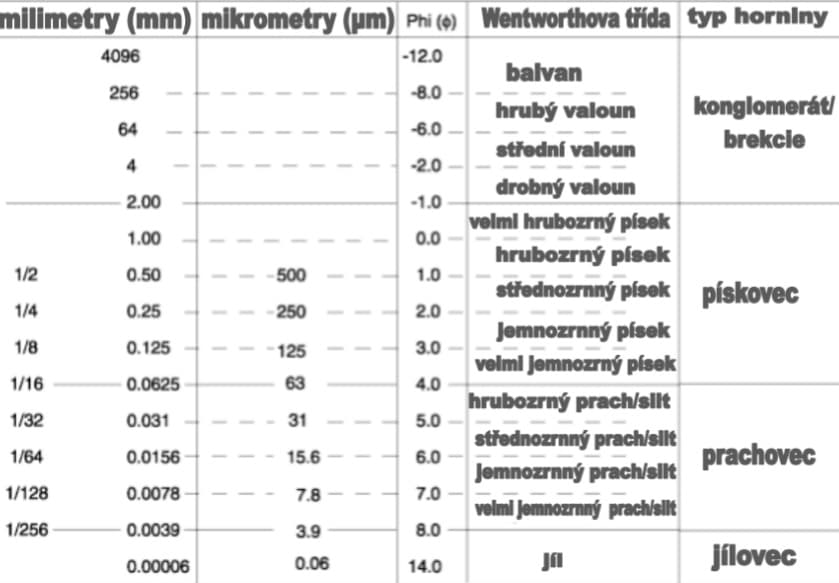
Tabulka zrnitosti půdy

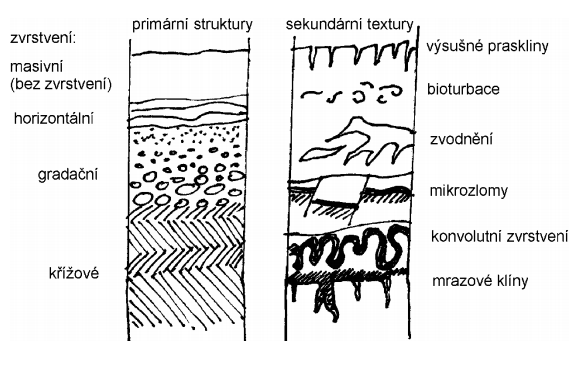
Ukázka možného zachycení půdních vrstev

Geoarcheologie je multidisciplinárním oborem, který stojí na pomezí archeologie a geologie. Vznikla ve snaze uplatnit vybrané metody a techniky geologie k řešení archeologických otázek. Postupně se však vytvořila svébytná disciplína, kde se oba obory vzájemně doplňují a spolupracují při poznávání minulého přírodního prostředí a vývoje klimatu. 
Zatímco geologie studuje dlouhé časové období od vzniku Země po současnost, geoarcheologie se zaměřuje pouze na kvartér, tedy nejmladší geologické období, poznamenané již existencí člověka. Využívá poznatky geologie, geografie, pedologie i jiných oborů.
Geoarcheologie studuje fyzikální procesy, které ovlivňují geologickou podobu archeologických nalezišť, jako jsou například geomorfologie, tvorba jednotlivých geomorfologických vrstev a jejich dopad na krajinu. Geoarcheolog může archeologickou krajinu rekonstruovat na základě vnější podoby krajiny, ale také na základě rozboru půdy. Tento rozbor může být stěžejní pro určení provenience archeologického pramene. Georcheologie nás také může informovat o stavu půdy, sedimentů a hornin v místě archeologického nálezu.

## Postup získávání informací
Začíná se zhodnocením reliéfu v těsné blízkosti lokality a studiem geologických a geomorfologických mapových podkladů. Následně se přistoupí k makroskopickému popisu sedimentu. Poté se odeberou vzorky jednotlivých vrstev půdy, které se rozdělí podle zrnitosti. Takto rozdělené vzorky putují na laboratorní rozbor vedoucí k detailnějším informacím.

Mezinárodní společnost, která se geoarcheologií zabývá se jmenuje Geoarcheology Research Associates, sídlí v New Yorku v USA.

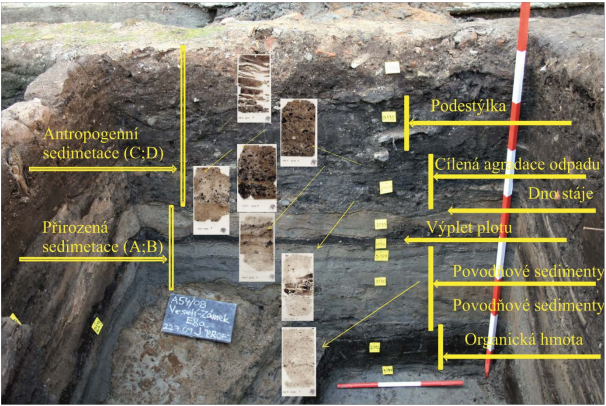
Makroskopický popis půdy

## Petroarcheologie
Do geoarcheologie bývá zahrnována i petroarcheologie, která studuje suroviny pro výrobu kamenných nástrojů i keramiky. Hledá a mapuje jejich zdroje v krajině a sleduje možnosti a způsoby transportu z místa těžby na místo zpracování a užití. Díky tomu lze řešit otázky, týkající se například využití volné krajiny, vzájemných kontaktů mezi skupinami pravěkých lidí nebo počátků obchodu. Zhodnocením mineralogického složení keramických střepů lze řešit i otázky výrobních technologií.